# Карабурма
Карабурма је београдско насеље у градској општини Палилула, у североисточном делу Београда. Простире се дуж северне падине брда Звездара, десне обале Дунава и леве обале Миријевског потока. Карабурма је још позната и по ОФК Београду, чији се стадион налази код Богословског факултета.

## Положај
Карабурма се налази између насеља Звездара (југ), Богословија (запад), Ада Хуја (север), Роспи Ћуприја (исток) и Ћалије (југоисток). Њена јужна граница (ул. Драгослава Срејовића, бивши Партизански пут) такође је и општинска граница између Палилуле и Звездаре (с друге стране се налази Звездарска шума). Северна граница је Вишњичка улица, а источна Миријевски булевар.

## Карактеристике
Карабурма је претежно стамбено подручје, једно је од насељенијих крајева Београда, са укупно 55.343 становника у свим месним заједницама. У насељу постоје две зелене пијаце и Омладински стадион, на којем игра ОФК Београд као и фудбалски клуб "ФК Београд".
На Карабурми се налази пет основних школа: „Филип Вишњић“, „Јован Поповић“, „Стеван Дукић“, „Арчибалд Рајс“ (бивша „Стјепан Стево Филиповић“) и „Јован Цвијић“. Такође, позната је и по биоскопу "Славица" који је дуже време затворен.
Најважније саобраћајнице на Карабурми су Вишњичка улица, Миријевски булевар, Улица Војводе Мицка Крстића, Улица Маријане Грегоран и Улица Салвадора Аљендеа у којој се налази и окретница линија јавног превоза 16, 23 и 25.

## Име
Уобичајено мишљење је да је Карабурма добила назив по речима кара, што на турском значи црн и речи бурма која означава венчани прстен, међутим, на старим османлијским и аустријским картама, подручје је именовано као Кајабурун (Kaya-burun), што на турском значи „стеновити рт“.

## Историја
Карабурма је географски била налик рту истуреном у Дунав. Када се суседно острво Ада Хуја повезало са копном и постало полуострво, Карабурма се нашла неколико стотина метара од обале реке. Келтски Скордисци су основали Сингидунум у 3. веку п. н. е., на локалитетима Карабурме и Роспи Ћуприје је пронађена некропола из тог периода, са вредним артефактима који су припадали њиховим ратницима.
Вековима је подручје било мочварно са пространим подручјима живе глине, тако да су га људи избегавали још од римског периода. Данас непостојећи термални извори дуж обале Дунава су загревали воду мочваре и испаравали, тако да је мочвара стално била у измаглици. Помиње се да је изнад Карабурме постојао град Деспотовац, назван по Деспоту Стефану (15. век). Српски кнез Милош Обреновић је у 19. веку наредио да Карабурма буде званично место за погубљења (недалеко од данашњег Панчевачког моста), што је остало до 1912. и доприносило озлоглашености краја. Недалеко од моста је била и кафилерија, где су од коже паса луталица правили рукавице. Поред Дунава је 1899. подигнута кланица, на земљишту Џеханово које је уступио краљ. У овом крају је било дозвољено подизање кућа без дозволе, али крај је до иза Првог светског рата и експанзије Београда, био ретко насељен, у виду малих и раштрканих фавела, без водовода и канализације, а и Вишњички пут је био лош. До 1929. Карабурма је припадала атару Вишњичке општине, у том периоду је имала 6000 становника. Насеље је оживело тек подизањем Панчевачког моста и проширењем текстилне фабрике „Коста Илић и синови". У две бараке у којима су становали радници током градње моста уселило се обданиште. У то време Карабурма је "добијала изглед фабричког предграђа Београда". Насеље је добило прву основну школу 1935, чија је зграда 1940. била склона паду услед померања земљишта.
Карабурма је 1.9.1955. постала једна од београдских општина, али је већ 3.1.1957. прикључена општини Палилула. Данас је Карабурма модерно насеље, на десетак минута од центра Београда, с добрим саобраћајним везама. Подручје насеља се приближно може рашчланити на Стару Карабурму (западни део) и Карабурму-Дунав или Нову Карабурму (исток). Југоисточни угао, који се наслања на Ћалије, познат је и као Карабурма 2}.